# London Fields
London Fields is een Brits-Amerikaanse thriller uit 2018. De film is gebaseerd op het gelijknamige boek van Martin Amis. De film werd slecht ontvangen en behaalde een zeldzame 0%-score op Rotten Tomatoes; dit betekent dat alle recensies verzameld door de website negatief waren. De film had de een na slechtste opening ooit voor een Amerikaanse film die werd uitgebracht in meer dan 600 bioscopen.

## Verhaal
De helderziende femme fatale Nicola Six leeft met een duister voorgevoel van haar naderende dood door moord. Ze begint een verwarde liefdesaffaire met drie totaal verschillende mannen: van wie ze weet dat er één haar moordenaar zal zijn.

## Rolverdeling
- Amber Heard - Nicola Six
- Billy Bob Thornton - Samson Young
- Jim Sturgess - Keith Talent
- Theo James - Guy Clinch
- Johnny Depp - Chick Purchase (onvermeld)
- Cara Delevingne - Kath Talent